# 古宮村 (大阪府)
古宮村（ふるみやむら）は、大阪府北河内郡にあった村。現在の大阪市鶴見区焼野・浜・茨田大宮・安田・緑地公園の一部などにあたる。

## 地理
- 河川：古川

## 歴史
- 1889年（明治22年）4月1日 - 町村制の施行により、茨田郡焼野村・浜村・下村・安田村の区域をもって発足。大字浜に村役場を設置。
- 1896年（明治29年）4月1日 - 郡の統廃合により、所属郡が北河内郡に変更。
- 1939年（昭和14年）6月1日 - 諸堤村と合併して茨田町が発足。同日古宮村廃止。
  - 同日、大字下を大宮に改称。

## 交通

### 鉄道路線
現在は旧村域にOsaka Metro長堀鶴見緑地線の鶴見緑地駅が所在するが、当時は未開業。

### 道路
現在は旧村域に近畿自動車道の大東鶴見インターチェンジが所在するが、当時は未開通。